# Alberto Tallón
Alberto Tallón Fernández (Madrid, 18 ottobre 1993) è un ginnasta spagnolo.

## Biografia
È fratello del ginnasta e allenatore Jorge. È allenato da Fernando Siscar.
Ha fatto parte della compagine spagnola ai Giochi del Mediterraneo di Tarragona 2018, dove ha vinto la medaglia d'oro nel concorso a squadre, gareggiando con Néstor Abad, Nicolau Mir, Thierno Diallo e Rayderley Zapata.
Agli europei di Glasgow 2018, si è classificato sesto nel Concorso a squadre, sempre con Néstor Abad, Nicolau Mir, Thierno Diallo e Rayderley Zapata.

## Palmarès
- Giochi del Mediterraneo

Tarragona 2018: oro nel concorso a squadre;